# جيمس يونغ (سياسي كندي، مواليد 1841)
جيمس يونغ هو سياسي كندي، ولد في 11 مايو 1841 في Tracadie-Sheila ‏ في كندا، وتوفي في 12 يوليو 1907. انتخب عضو الجمعية التشريعية لنيو برونزويك ‏ عن دائرة Gloucester County, New Brunswick ‏ (1886 – 1890).